# 武装人：和平弥撒
《武裝人：和平彌撒》（The Armed Man:A mass for peace）是一部由威尔士作曲家卡爾·贊堅斯創作的弥撒曲。这首作品是由英国的皇家兵械庫委托，为纪念新千年和科索沃战争的受难者而创作。和此前的布列顿的战争安魂曲都是反战题材的作品，也採用了基督宗教中的彌撒的元素。此外还结合了一些其他的元素，特别是第一和最后乐章使用了十五世纪的歌曲《武裝人》。
歌词除了取自一般的彌撒禱詞（除沒有使用光榮頌，以及羔羊經放置於迎主曲之前）外，也包括了伊斯兰教的宣禮詞、圣经中的《诗篇》和《启示录》、以及由吉卜林、丁尼生和在广岛市原子弹爆炸中的倖存者、日本詩人峠三吉 所創作的文學作品。
“武装人：和平彌撒”在2000年4月25日於倫敦皇家阿爾伯特音樂廳作首演。参与演出的有英国国家青年合唱团（National Youth Choir of Great Britain），国家音乐家交响乐团（National Musicians Symphony Orchestra），朱利安·劳埃德·韦伯，指挥是格兰特·卢埃林。

## 配器

### 管絃樂版本
- 木管樂器：短笛 、2長笛（全部須兼任短笛）、2雙簧管、英國管、2B♭調單簧管、低音單簧管、2巴松管、低音巴松管
- 銅管樂器：4圓號、3小號、3長號、大號
- 敲擊樂器：定音鼓、2組筒鼓、2組小鼓、日本太鼓、康加鼓、座地筒鼓、低音筒鼓（此兩種可因應情況倍增）、中鼓、大鼓、兩種風鈴（Mark tree 和 Wind Chimes）、手鼓（英语：Tamborim）、鈸、管鐘、D音鐘、軍鼓（英语：field drum）、三角鐵、椰鈴、鈴鼓、鑼、座地大鼓（英语：surdo）、爵士鼓
- 聲樂：女高音（或女低音）獨唱（第3, 8, 11樂章）、四部獨唱（第3、8、13樂章，可選）、混聲四部合唱、男性穆斯林朗誦
- 絃樂器：第1小提琴、第2小提琴、中提琴、大提琴、低音提琴

### 室樂版本
作曲家於2004年另外編成了一個規模較小的室樂版本：
- 木管樂器：長笛（兼任短笛、非必須）
- 銅管樂器：3小號（第3小號為非必須）
- 敲擊樂器：3名（第3敲擊樂為為非必須）

- 管鐘（非必須）、D音鐘、風鈴（只用 Mark Tree）、三角鐵、椰鈴、鈴鼓、小鼓、大鼓、軍鼓、座地筒鼓、低音筒鼓、定音鼓、鈸、爵士鼓

- 鍵盤樂器： 管風琴或合成器、鋼琴[• 1]
- 絃樂器[• 1]：第1小提琴、第2小提琴、中提琴、大提琴（獨奏大提琴[• 1]）、低音提琴

另外，亦有由非作曲家改編的管樂團版本。所有樂譜均由博浩出版社負責發行。
備注
1. 1 2 3  作曲家要求鋼琴或絃樂團兩者選其一，而當採用鋼琴時，則必須另有一名大提琴手。

## 曲目列表
| 樂章 | 英文標題                  | 中文標題               | 歌詞來源                                                                                         | 語言                        | 演繹者         |
| ---- | ------------------------- | ---------------------- | ------------------------------------------------------------------------------------------------ | --------------------------- | -------------- |
| 1    | The Armed Man             | 武裝的人               | 佚名（1450–1463）                                                                                | 法文                        | 合唱團         |
| 2    | Call To Prayers           | 宣禮詞                 | 伊斯蘭教宣禮員召喚信徒舉行禮拜的首篇禱文                                                         | 阿拉伯文                    | 男穆斯林       |
| 3    | Kyrie                     | 垂憐經                 | 彌撒                                                                                             | 希臘文／拉丁文              | 女高音及合唱團 |
| 4    | Save me from Bloody Men   | 救我脫離喜愛流人血的人 | 詩篇56:2-3 及 59:2-3                                                                             | 英文                        | 男聲合唱       |
| 5    | Sanctus                   | 聖哉經                 | 彌撒                                                                                             | 拉丁文                      | 合唱團         |
| 6    | Hymn before Action        | 出徵前的讚歌           | 魯德亞德·吉卜林：《七海》                                                                        | 英文                        | 合唱團         |
| 7    | Charge!                   | 衝吧！                 | - 約翰·德萊頓：《聖則濟利亞日之歌》 - 強納森·史威夫特：《致牛頓伯爵》（取自賀拉斯的詩集）        | - 英文 - 英文               | 合唱團         |
| 7    | 30 秒靜止                 |                        |                                                                                                  |                             |                |
| 7    | 器樂結尾                  |                        |                                                                                                  |                             |                |
| 8    | Angry Flames              | 憤怒之火               | 峠三吉                                                                                           | 英文翻譯                    | 女高音及合唱團 |
| 9    | Torches                   | 火炬                   | 《摩訶婆羅多》第1卷，第19章，第228段                                                             | 英文翻譯                    | 合唱           |
| 10   | Agnus Dei                 | 羔羊經                 | 彌撒                                                                                             | 拉丁文                      | 合唱團         |
| 11   | Now the Guns have Stopped | 槍聲已經停了           | 基爾·威爾遜                                                                                      | 英文                        | 女高音及合唱團 |
| 12   | Benedictus                | 迎主頌                 | 彌撒                                                                                             | 拉丁文                      | 合唱團         |
| 13   | Better is Peace           | 還是和平好             | - 湯瑪斯·馬洛禮 - 佚名（1450–1463） - 丁尼生：《辭舊迎新》（Ring out, Wild Bells） - 啟示錄 21:4 | - 英文 - 法文 - 英文 - 英文 | 合唱團         |

## 錄音版本
樂曲在現場首演後不久便進行了錄音室的市售版本，於2000年夏季於Air Studios進行，由作曲家本身指揮倫敦愛樂樂團及英國國家青年合唱團（合唱指揮為米高·布雷），2001年9月由維珍唱片發行。
在2010年的重發版本，加入了他為紀念在第二次世界大戰中犠牲的叔父而寫成的《For The Fallen Article》。